# Harold Pearson (2e vicomte Cowdray)
Weetman Harold Miller Pearson, 2e vicomte Cowdray, DL (18 avril 1882 - 5 octobre 1933 ), appelé L'Honorable Harold Pearson entre 1910 et 1927, est un pair britannique et un politicien du Parti libéral. 

## Biographie
Il est le fils de Weetman Pearson (1er vicomte Cowdray), et de sa femme Annie, fille de Sir John Cass . 
Il est élu député pour Eye lors d'une élection partielle en avril 1906, et occupe le siège jusqu'aux élections générales de 1918, où il ne se représente pas . En 1927, il succède à son père dans la vicomté et entre à la Chambre des lords. Il est également major dans le Sussex Yeomanry et lieutenant adjoint du Sussex . Il est président du comité de polo du Hurlingham Club jusqu'à sa mort . 
Il a appris à jouer au polo à l'Université d'Oxford et son amour du sport a abouti à l'aménagement des terrains à Cowdray House en 1910 . Les Chukkas ont commencé en avril, bien que la plupart des compétitions aient coïncidé avec le festival de courses à Goodwood à proximité à la fin de juillet - la coupe principale étant la Cowdray Park Challenge Cup, toujours jouée aujourd'hui. Lorsque Harold acquiert le domaine en 1919, il renomme son équipe «Capron House» (du nom de son ancienne résidence) en « Cowdray Park » en conséquence. Le jaune de leurs chemises d'équipe est leur couleur de signature pour correspondre au Parti libéral, que lui et son père ont soutenu.  

## Famille

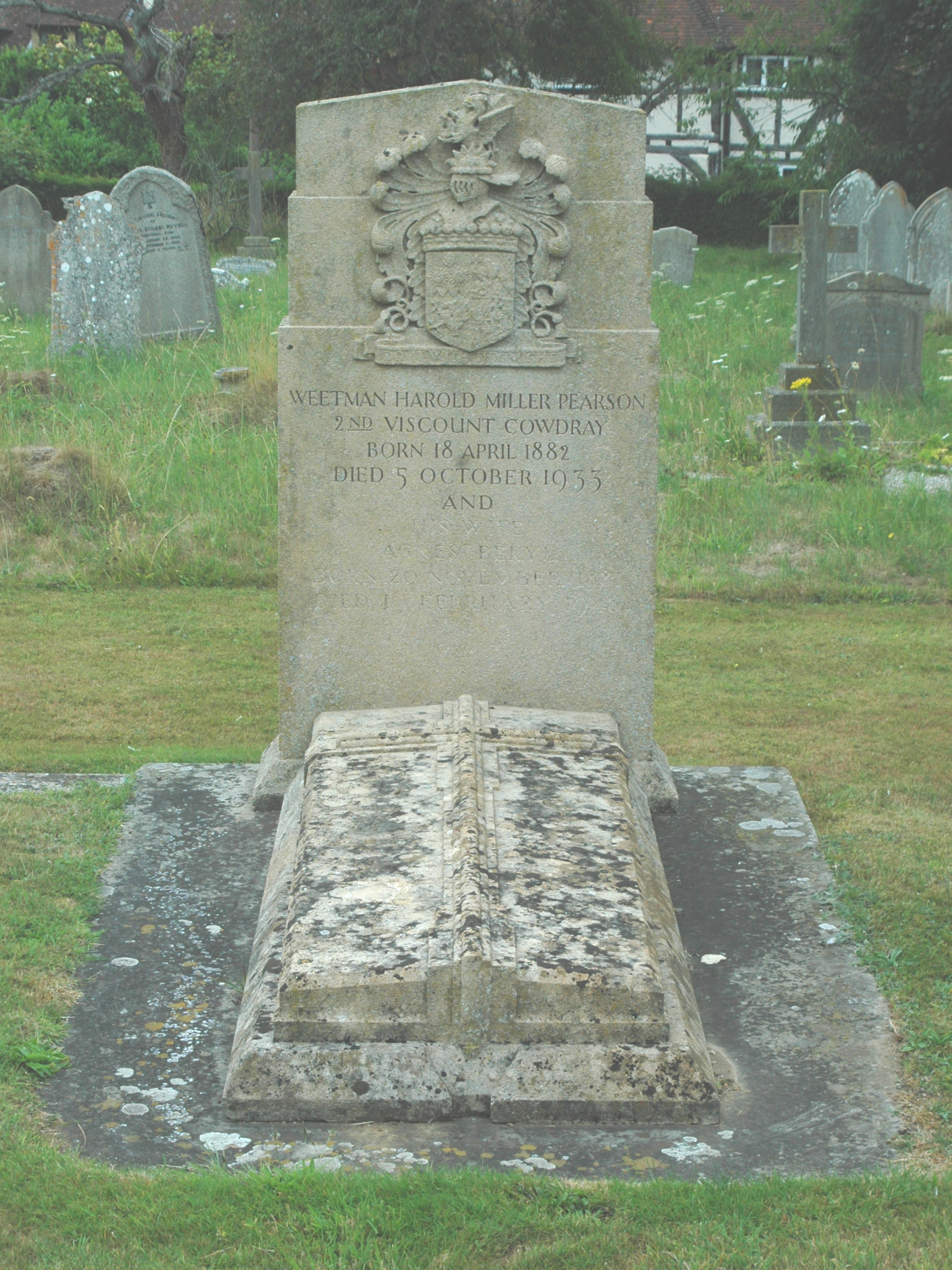
La tombe de Harold Pearson à l'église paroissiale de St Mary, Easebourne, West Sussex

Lord Cowdray épouse Agnes Beryl, fille de Lord Edward Spencer-Churchill, en 1905. Ils ont un fils et cinq filles. Il meurt en octobre 1933, âgé de 51 ans, et est remplacé par son fils unique, John Pearson (3e vicomte Cowdray) (en). Lady Cowdray est décédée en février 1948, âgée de 66 ans . 